# Gornjoselci
Gornjoselci (szerbül: Горњоселци), falu Bosznia-Hercegovinában, Bosanska krajina területén, Kozarska Dubica községben, a Szerb Köztársaságban. 

## Fekvése
Bosznia-Hercegovina északi részén, Banja Lukától légvonalban 43, közúton 91 km-re északnyugatra, községközpontjától légvonalban 9, közúton 10 km-re délkeletre fekvő dombvidéken és a Kozara-hegység lejtőin, a Moštanica-patak mentén, észak-déli irányban hosszan elnyúlva, 160 - 440 méteres tengerszint feletti magasságban fekszik. Több, kis településből áll.

## Népessége
| Nemzetiségi csoport | Népesség 1991 | Népesség 2013 |
| ------------------- | ------------- | ------------- |
| Szerb               | 169           | 86            |
| Bosnyák             | 0             | 0             |
| Horvát              | 1             | 1             |
| Jugoszláv           | 2             | 0             |
| Egyéb               | 7             | 1             |
| Összesen            | 179           | 88            |

## Története
A település nevezetessége, egyben legrégibb épülete a Moštanica ortodox monostor. Alapítójáról (az építtetőről, vagy az alapítókról), valamint magáról a Moštanica névről nincsenek pontos adatok. A néphagyomány nagy kort tulajdonít neki. A kolostor alapítóiról és eredetéről több feltételezés is létezik. A hagyomány szerint ez Nemanja Szent Simeon, Milutin király vagy Dragutin Nemanjić király adománya. A kolostor alapítójaként leginkább Dragutin Nemanjić királyt (1276-1281) emlegetik, aki megszerezve ezeket a földeket, uralkodott az itteni nép felett. Az is hagyomány, hogy a mileševoi kolostor szerzetesei alapították, akik akkor érkeztek ide, amikor a 16. század elején kolostorukat felégették és elpusztították. A hagyomány azonban azt mondja, hogy a szerzetesek már a meglévő templom alapjaira építették a kolostort. Megemlítik a kolostortól délre található "szerzetesbarlangokat", remetelakokat is. A kolostor hosszú fennállása alatt többször is leégett, elpusztult, de mindig újjáépült. Az első írásos információ a Moštanica kolostorról az „Otočnik” című könyvből származik, amelyet 1579-ben, Grigori apát idejében írtak a monostorról.
A település 1878-ig tartozott az Oszmán Birodalomhoz, ekkor a berlini kongresszus határozata alapján az Osztrák-Magyar Monarchia része lett. 1910-ben a Bosanska Dubica-i járásban fekvő községben 49 háztartást, 330 ortodox szerb és 4 katolikus lakost találtak. A monarchia szétesésével 1918-ben előbb a Szerb-Horvát-Szlovén Királyság, majd 1929-től a Jugoszláv Királyság része. 1921-ben a községnek 59 háztartása és 337 lakosa volt. Jugoszlávia megszállása után a falu a Független Horvát Állam (NDH) része lett.
1945-től a település a szocialista Jugoszlávia része volt. A Bosznia-Hercegovinában zajló polgárháború idején a település a Boszniai Szerb Köztársaság része volt. Jugoszlávia felbomlása és a bosznia-hercegovinai háború során a falu nem szenvedett jelentősebb veszteségeket. 1995. szeptember 18-án és 19-én az Una horvát hadművelet keretében Kozarska Dubica község területét megtámadta a Horvát Köztársaság hadserege (HV). Ezt a támadást a Boszniai Szerb Köztársaság hadserege (VRS) és a helyi lakosság visszaverte. A harcok nem értek el idáig. A daytoni békeszerződést követő területfelosztásnál a település, Kozarska Dubica község részeként a Szerb Köztársaság területéhez került.

## Nevezetességei
A település déli határában, 202 méteres magasságban, a Kozara-hegység lejtőin, a Moštanica-patak völgyében, egy hársfákkal benőtt sík területen áll a Moštanica ortodox monostor. Ez az egyik legnagyobb szerb monostor a Szerb Köztársaságban. A jelenlegi kolostortemplom, amely Krisztus színeváltozásának tiszteletére van szentelve, faragott fehér kőből épült, nelyet nagy tömbökben, szépen megmunkálva, a kozarai Vojskovi faluban bányásztak. A kolostort 1941-ben már kilencedszer égették fel, ezúttal az usztasák. 1942 júliusában, a Kozara-hegységben rejtőző partizánok elleni nagyszabású fasiszta offenzíva során a Moštanica kolostort a németek bombázták. 1947-ben helyreállították, majd 1953-ban, mint fontos kulturális és történelmi műemléket a jugoszláv kormány védelem alá helyezte. Mellette található a falu temetője. A temetőben található Petar Popović Pecijának, a török elnyomás elleni két 19. századi szerb felkelés vezérének az emlékműve. Pecija sírja a monostorban található.

## Fordítás
- Ez a szócikk részben vagy egészben  a(z)   Манастир Моштаница című szerb Wikipédia-szócikk ezen változatának fordításán alapul.  Az eredeti cikk szerkesztőit annak laptörténete sorolja fel. Ez a jelzés csupán a megfogalmazás eredetét és a szerzői jogokat jelzi, nem szolgál a cikkben szereplő információk forrásmegjelöléseként.